# Lail Arad

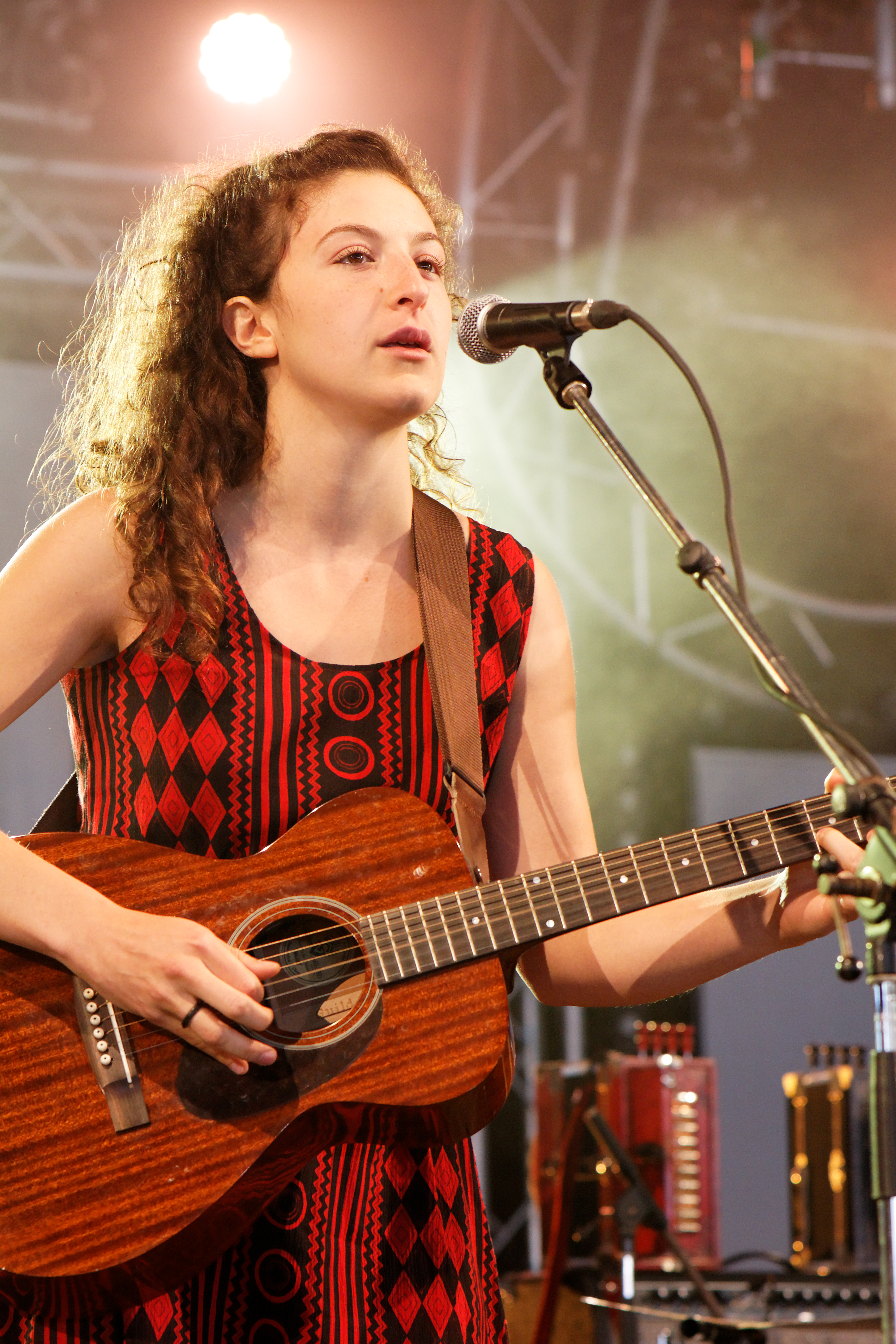
Lail Arad (2011)

Lail Arad (* 1983 in London) ist eine britische Singer-Songwriterin.

## Leben
Lail Arad ist Tochter des Designers und Architekten Ron Arad. Bereits während der Schulzeit begann sie, auf dem Klavier, der Gitarre und dem Kazoo Lieder zu schreiben. Zu ihren Haupteinflüssen zählt sie Bands wie Simon & Garfunkel und The Kinks. Arad erlangte einige Bekanntheit in der Londoner Musikszene und wurde schließlich von dem französischen Independent-Label Notify Music unter Vertrag genommen. Dort erschien im Februar 2011 ihr Debütalbum Someone New. Dies erhielt positive Kritiken, bei Deutschlandradio Kultur war es im April 2012 Album der Woche.

## Diskografie
Alben
- 2011: Someone New
- 2016: The Onion

Singles
- If I Had it Harder
- Everyone is Moving to Berlin
- Over My Head